# Храњице (Преров)
Храњице (чеш. Hranice) град је у Чешкој Републици, у области Моравске. Храњице су пети по величини град самоуправног Оломоуцког краја, и припада округу Преров.

## Географија
Храњице се налазе у источном делу Чешке републике. Град лежи 320 км источно од главног града Прага, а од првог већег града и крајског седишта Оломоуца, удаљен је 40 км североисточно.
Град Храњице се налази у средишњем делу историјске чешке земље Моравске. Град је смештен на реци Бечви, у источном делу Средњеморавске котлине, на приближно 250 м надморске висине. Терен у граду и околини је заталасан. Источно од града издиже се побрђе Маленик.

## Историја
Подручје Храњица било је насељено још у доба праисторије. Насеље под данашњим називом први пут се у писаним документима спомиње у 1169. године као словенско насеље, а насеље је 1209. добило градска права.
1919. године Храњице су постале део новоосноване Чехословачке. У време комунизма град је нагло индустријализован. После осамостаљења Чешке дошло је до опадања активности тешке индустрије и до проблема са преструктурирањем привреде.

## Становништво
Храњице данас имају око 20.000 становника и последњих година број становника у граду стагнира. Поред Чеха у граду живе и Словаци и Роми.

## Партнерски градови
- Хлоховец

## Галерија
- Стари део града
- Главна градска црква
- Старо здање у граду